# Plüskow (Adelsgeschlecht)
Plüskow ist der Name eines alteingesessenen mecklenburgischen Adelsgeschlechts mit dem gleichnamigen Stammhaus Plüschow im Amt Grevesmühlen. Zweige der Familie bestehen bis heute.

## Geschichte

### Herkunft
Erstmals erwähnt wird das Geschlecht mit Plocekowe Leverus, der 1230 bis 1234 urkundlich erscheint. Die Stammreihe der Familie beginnt um 1450 mit Johann von Plüskow auf Everstorf (heute Ortsteil von Grevesmühlen).
Der Name beruht auf dem gleichnamigen Stammhaus, jetzt Plüschow, im Amt Grevesmühlen-Land. Der Stammsitz gehörte ursprünglich zum Stift Schwerin. Die Schreibweise wechselte zwischen Plocecow, Pluzekow, Plutzekow, Plüssekow und Plüskow.

### Ausbreitung und Persönlichkeiten
Angehörige des Geschlechts bekleideten schon früh das Erbmarschallsamt im Stift Schwerin. Hermann von Plüskow erscheint 1430 als Domdechant zu Güstrow. Später erhielten Mitglieder der Familie auch hochrangige Offiziers- und Generalsstellen in der dänisch-norwegischen und in der preußischen Armee. Anfang des 18. Jahrhunderts waren zwei Brüder herzoglich mecklenburgische Landräte, wie u. a. Jürgen von Plüskow. Engelhard von Plüskow war k.k. Oberst, wurde 1710 Generalmajor und starb im September 1717 als Feldmarschallleutnant in Carlowitz im Ungarn. Nach Kneschke erlosch der Mannesstamm des Geschlechts am Ende des 18. Jahrhunderts. Die beiden letzten männlichen Vertreter aus Trechow waren Felix Christoph Heinrich und Julius Friedrich von Plüskow.

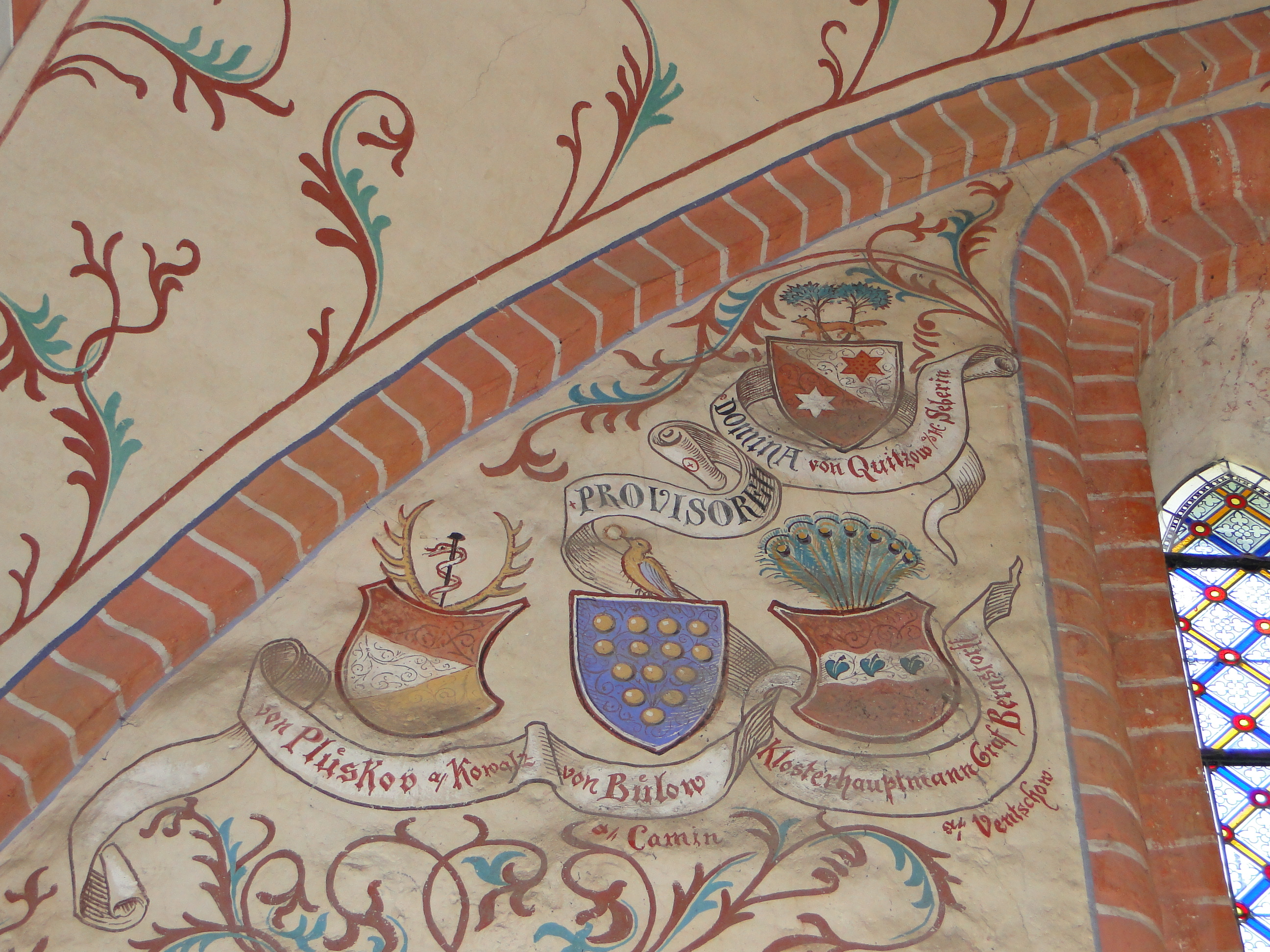
Wappen in der Kirche zu Lohmen

Im Einschreibebuch des Klosters Dobbertin befinden sich zehn Eintragungen von Töchtern der Familien von Plüskow aus Trechow von 1710 bis 1893 zur Aufnahme in das dortige adelige Damenstift. Im Kreuzgang des Klosters steht die Grabplatte der 1748 verstorbenen Agnesa Johanna von Plüskow.

### Besitzungen
Zu den Stammgütern der Familie gehört auch Everstorf. Um 1600 waren Zweige des Geschlechts zu Groß- und Klein-Walmstorf im Amt Grevesmühlen besitzlich. Außerdem waren Benitz im Amt Schwaan, Kobrow im Amt Güstrow sowie 1698 und später Langen- und Kurzen-Trechow im Besitz bzw. Teilbesitz der Familie.
Bis Anfang des 20. Jahrhunderts waren Angehörige in Mecklenburg begütert. Dazu zählten unter anderem Todenhagen, Belitz, Everstorf, Kobrow, Kowalz, Katelbogen, Brödelwitz, Daskow, Ahrenshagen (Güstrow), Berendshagen sowie Klein-Gäschow. Das Stammgut Plüschow jedoch ging 1758 an den Hamburger Kaufmann Philipp Heinrich von Stenglin und kam 1802 in den Besitz der (groß)herzoglichen Familie. Ende des 17. Jahrhunderts besaßen Hans Adolph von Plüskow und sein Sohn Paschen mit Brönkow und Turow auch Güter in Schwedisch-Pommern.

## Wappen
Das ursprüngliche Wappen zeigt einen quer geteilten Schild (Schildhaupt), welcher unten wieder schräg geteilt ist. Später ist der Schild durch eine linke silberne Querspitze von Rot und Gold geteilt. Auf dem Helm mit rechts rot-silbernen und links rot-goldenen Helmdecken ist ein brauner Stab, um den sich eine silberne Schlange zwischen zwei goldenen Hirschstangen windet.
Wappengleich waren die mecklenburgischen Geschlechter Negendanck und Parkentin. „Möglich und sogar wahrscheinlich ist es, dass alle diese Familien mit demselben Schilde ursprünglich stammverwandt sind, da auch ihre alten Gütersitze nicht sehr weit von einander liegen. Und so ist es leicht möglich, dass die Stammväter der Familien Negendank und von Plüskow aus Holstein nach Mecklenburg bei der Germanisierung dieses Landes eingewandert sind“, so Georg Christian Friedrich Lisch. Nach den Forschungen von Lisch war das Wappen ursprünglich ein quer geteilter Schild. Der obere Teil nahm nicht ganz die Hälfte, sondern (wie ein Schildhaupt) eher ein Drittel ein, während der untere Teil in sich schräg geteilt war. Die untere Teilung wandelte sich mit der Zeit in die Spitze.

## Historische Wappenbilder

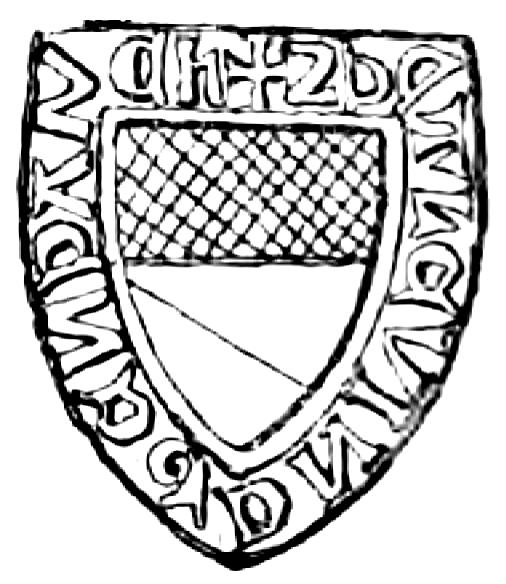
Siegel des Ritters Dethlev Negendank, 1329
Wappen der Familie von Plüskow in der Dorfkirche Vilz

## Briefadelige von Plüskow 1783
Die Erbtochter Henriette Sophie Albertine Magdalene von Plüskow-Trechow aus dem uradeligen Hause Trechow heiratete am 23. Juni 1783 Johann Christoph Philipp Ludwig Suhr auf Trechow, den herzoglich mecklenburgisch-schweriner Reiseoberstallmeister. Er erhielt am 4. Oktober 1783 zu Wien den Reichsadelsstand, der am 4. Juni 1784 durch Reskript eine mecklenburg-schweriner Anerkennung fand. Die Aufnahme als recipirte Familie in Mecklenburg fand erst 1803 statt, zumeist nach nachweisbarer einhundertjährigem Aufenthalt in Mecklenburg. Das verliehene Wappen gleicht dem des mecklenburgischen Uradelsgeschlecht. Er stammt aus einer Familie, deren Stammreihe mit Christian Souhr († 1671), Arenndator (Gutsverwalter) zu Klein-Helle (heute Ortsteil von Mölln) im Amt Stavenhagen, beginnt. Stammvater der briefadeligen von Plüskow ist Christian S(o)uhr, verstorben 1671, Vorfahre des Johann Christoph Philipp Ludwig Suhr (1753–1805). Die Nobilitierung erfolgte „bei Gelegenheit seiner Vermählung“ mit besagter Henriette Sophie Albertine Magdalene von Plüskow-Trechow; sie war seine zweite Ehefrau. Ihre Söhne und deren nachfolgenden Familien übernahmen zunächst das Stammgut Trechow und erwerben verschiedene weitere Güter in Mecklenburg, wurden auch Landrat, Hofmarschall und zumeist aktive Offiziere. Die briefadelige Familie von Plüskow besteht bis heute.
Für Aufsehen sorgte seiner Zeit der 2,08 m große Gardeoffizier Otto von Plüskow, der Flügeladjutant von Kaiser Wilhelm II. war. In Berlin und Potsdam wurde er allgemein der „lange Plüskow“ genannt. Der Kaiser nahm ihn stets zu Auslandsbesuchen mit. Im Ersten Weltkrieg war er als General der Infanterie Kommandierender General des XI. Armee-Korps.

## Bekannte Familienmitglieder
- Engelhard von Plüskow († 1717), kaiserlich habsburgischer Feldmarschall-Lieutenant.
- Juliane Wilhelmine von Plüskow, geborene von Witzleben, (1793–1872), Oberst-Hofmeisterin der Königin-(Witwe) Amalie von Griechenland in Bamberg[14]
- Josias von Plüskow auf Kowalz (1815–1894), Landrat, war von 1862 bis 1888 Provisor im Kloster Dobbertin
- Karl von Plüskow (Generalmajor, 1848) (1848–1925), preußischer Generalmajor
- Karl von Plüskow (Generalleutnant, 1848) (1848–1917), preußischer Generalleutnant
- Otto von Plüskow (1852–1925), preußischer General der Infanterie und Flügeladjutant Kaiser Wilhelm II.